# Anna et le Roi (série télévisée)
Pour les articles homonymes, voir Anna et le Roi.
Anna et le Roi (Anna and the King) est une série télévisée américaine en treize épisodes de 25 minutes, adaptée par Gene Reynolds et diffusée entre le 11 septembre et le 21 novembre 1972 sur le réseau CBS.
En France, la série a été diffusée à partir du 2 mars 1973 sur la deuxième chaîne de l'ORTF. Elle a été rediffusée sur Antenne 2 (début 1986), Canal J, Festival et TMC.

## Genèse
La série est une adaptation du roman de Margaret Landon : Anna et le Roi (1944), une histoire vraie qui se base sur les mémoires écrites par l'Anglaise Anna Leonowens, qui a été gouvernante à la cour de Siam (actuelle Thaïlande) et professeur des enfants du roi Mongkut de 1862 à 1867.

## Synopsis
En 1862, une jeune institutrice anglaise, Anna Owens, se rend au Siam, accompagnée de son jeune fils, afin d'éduquer les nombreux enfants du roi. Malgré de nombreux conflits dus à leur personnalité et leurs différences culturelles, un réel respect s'instaure peu à peu entre Anna et le roi.

## Distribution
- Yul Brynner (VF : Georges Aminel) : Le roi du Siam
- Samantha Eggar (VF : Arlette Thomas) : Anna Owens
- Keye Luke : Kralahome
- Eric Shea (en) : Louis Owens
- Brian Tochi : (VF : William Coryn) : Prince Chulalongkorn

## Épisodes
1. Pilote (Pilot)
2. Titre inconnu (The Baby)
3. La chasse aux tigres (The King or the Tiger?)

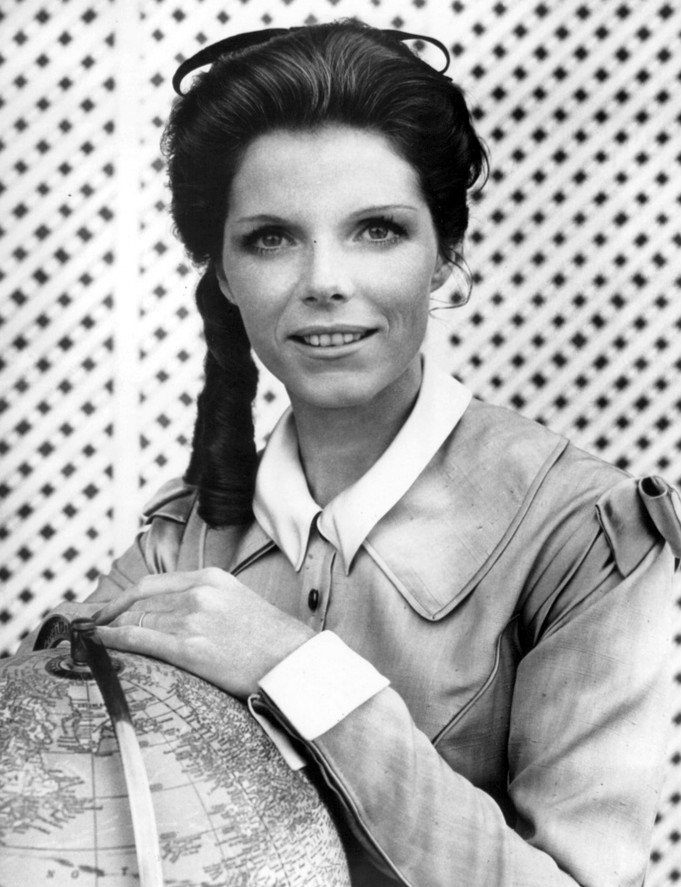
Samantha Eggar dans la série.

4. Éducation du prince héritier (Chulalongkorn's Grades)
5. Le mariage d'Anna (Anna's Romance)
6. Le bicycle (The Bicycle)
7. Le mariage du prince Chula (Marriage of Prince Chula)
8. Le roi et l'œuf  (The King and the Egg)
9. Le carillon (The Chimes)
10. La fiancée de Louis (Louis' Love)
11. Le fantôme du temple (The Haunted Temple)
12. L'otage (Louis, the Pawn)
13. Serana (Serana)

## Commentaires
Yul Brynner, très populaire auprès du grand public grâce à ses rôles à succès dans Les Dix Commandements ou Les 7 mercenaires, est l’un des acteurs américains les plus reconnaissables à l’écran, grâce à son crâne lisse. D'après la légende, il s’est rasé la tête pour les besoins du rôle. Le Roi et moi est sa dernière production pour la télévision : il meurt en 1985.